# Garte
Die Garte ist ein 23 km langer, rechter bzw. östlicher Nebenfluss der Leine im Landkreis Göttingen, Südniedersachsen (Deutschland). Sie ist ein Gewässer zweiter Ordnung.

## Name
Die Garte wird im Jahr 1325 erstmals urkundlich erwähnt (meatus fluuij … Garthe). Das germanische Wort *garda- konnte die Bedeutung Zaun, Hof, Umhegung oder auch Garten haben. Vermutlich nahm der Name Bezug auf einen sich damals befindlichen Fischzaun.

## Geographie

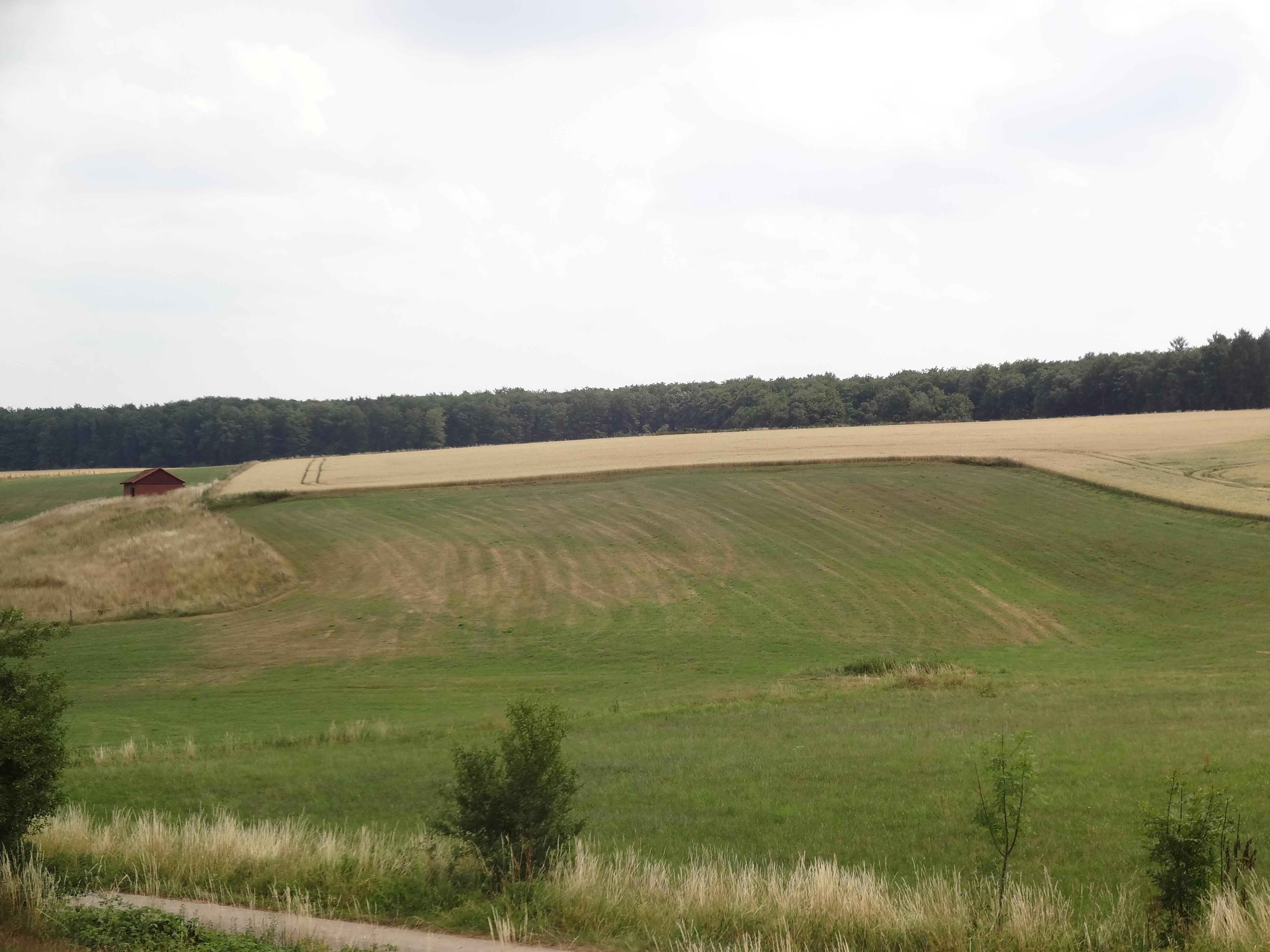
Gartequelle inmitten einer Wiese östlich von Weißenborn
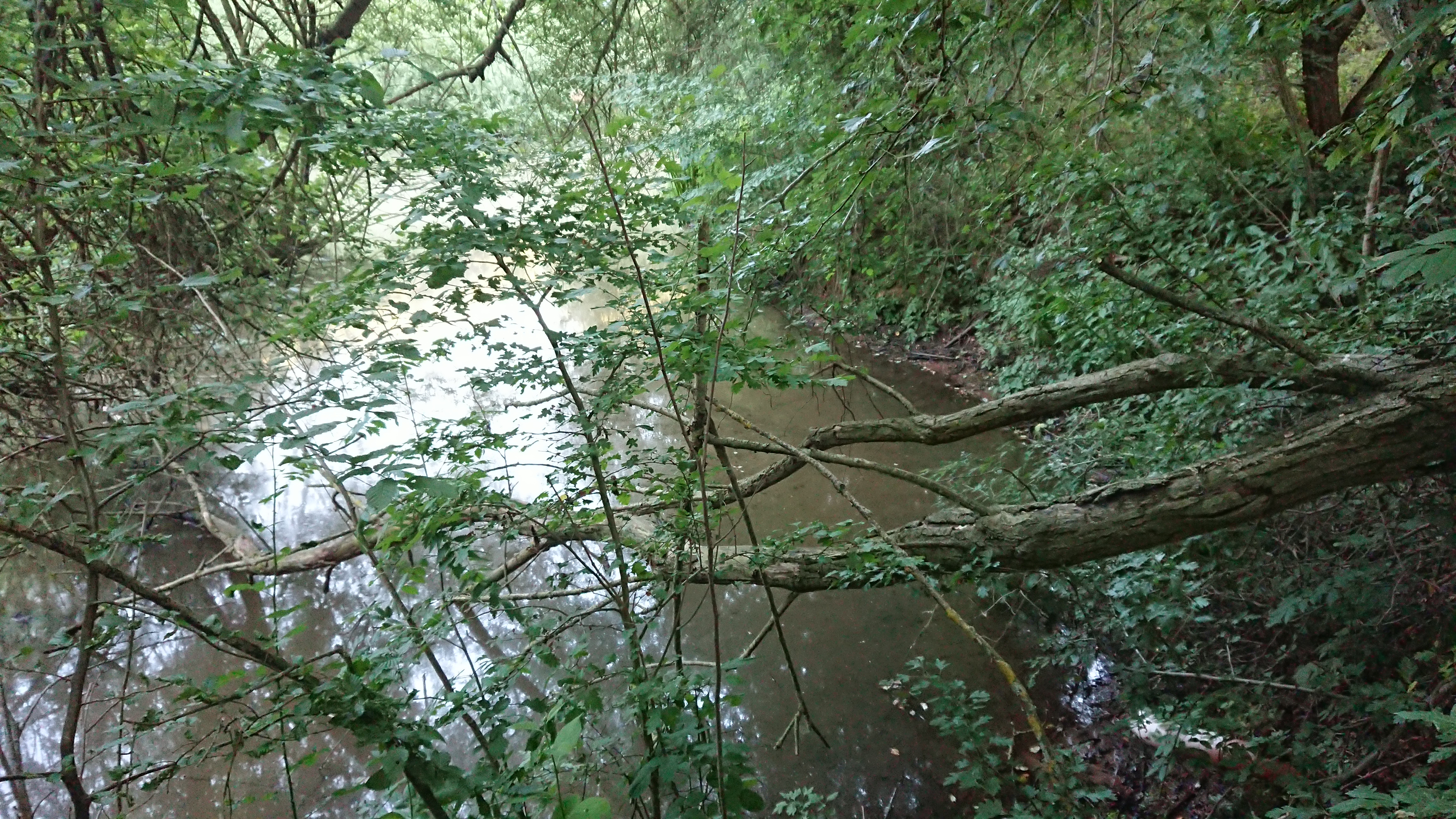
Sammelteich in unmittelbarer Nähe der Quelle

Die Quelle der Garte liegt östlich von Weißenborn unweit der Grenze zu Thüringen. Von hierab fließt sie zunächst in nördliche Richtung. Beim Weiler Charlottenburg mündet rechtsseitig der aus Südosten kommende Glasehausener Bach. Hier wendet sich der Lauf in nordwestliche Richtung, durchfließt Beienrode (Mündung des Moosgrunds), Kerstlingerode, Rittmarshausen (Mündung des Bernsroder Bach) und Wöllmarshausen. Hier wendet sich der Lauf der Garte nach Westen. 
Bei Benniehausen nimmt die Garte linksseitig den von Süden heran fließenden Bischhäuser Bach auf.
Wenige Kilometer flussabwärts münden dann bei Klein Lengden die von Nordosten kommende Bramke, der von Norden kommende Lengder Bach und der Eichbach. Etwa 2 km nach dem Durchfließen von Diemarden richtet die Garte ihren Lauf wieder nach Nordwesten. Östlich von Rosdorf und südlich von Göttingen mündet die Garte in die von Süden kommende Leine.
Auf ihrem 23 km langen Weg von der Quelle zur Mündung überwindet die Garte einen Höhenunterschied von 151 m. Das durchschnittliche Sohlgefälle beträgt 6,6 ‰. 

### Nebenflüsse von der Quelle bis zur Mündung
- (unbenannter Bach, von Weißenborn kommend) (L)
- Glasehauser Bach (R)
- Moosgrund (L)
- Bernsroder Bach (R)
- Bischhäuser Bach (L)
- Bramke (R)
- Lengder Bach (R)
- Eichbach (R)